# Wilhelm Wilmers
Wilhelm Wilmers (* 30. Januar 1817 in Boke an der Lippe; † 9. Mai 1899 in Roermond) war ein deutscher Theologe und Jesuit. Er gilt als einflussreicher Theologe beim Ersten Vatikanischen Konzil.

## Leben
Wilmers besuchte das Paderborner Gymnasium und trat am 29. September 1834 in Brig in der Schweiz in den Jesuitenorden ein. Er studierte Rhetorik am Kollegium in Brig und Philosophie am Kollegium St. Michael in Freiburg im Üechtland. Anschließend kehrte er an das Kollegium in Brig zurück, an dem er von 1844 bis 1847 als Gymnasiallehrer wirkte. Er kehrte an die Theologische Fakultät des Kollegiums in Freiburg zurück, um seine theologischen Studien abzuschließen, wurde jedoch durch den Sonderbundskrieg nach Chambéry vertrieben. Am 4. Juni 1848 erfolgte seine Priesterweihe in Südfrankreich.
Wilmers war Professor der Philosophie am Jesuitenkolleg Issenheim, Professor der Einleitung in die Heilige Schrift am Kolleg in Löwen und von 1853 bis 1856 Professor der Dogmatik an der Niederlassung in Köln. Anschließend lehrte er von 1856 bis 1860 als Professor der Metaphysik und Studienpräfekt in Bonn. Der Kardinal und Erzbischof von Köln Johannes von Geissel berief ihn 1860 als persönlichen Theologen für das Kölner Provinzialkonzil. Danach war er von 1860 bis 1863 Professor an der Ordensniederlassung in Aachen und von 1863 bis 1865 am Collegium Maximum Maria Laach. 1866 erscheint er kurzzeitig als Repetitor im Seminar in Regensburg, bevor er 1867 bis 1869 wieder als Professor der Dogmatik in Maria Laach lehrte.
Wilmers war von 1869 bis 1870 als Theologe des Bischofs Léon Meurin (1825–1895) Teilnehmer des Ersten Vatikanischen Konzils. Bei der das Konzil beendenden Einnahme Roms durch königlich-italienische Truppen war er Militärgeistlicher bei den päpstlichen Truppen. Ihm wird die Urheberschaft des ex sese in der Konstitution Pastor Aeternus des Konzils zugeschrieben, das unterstreicht, dass die Unfehlbarkeit des Papstes bei höchstrangigen Lehrentscheidungen nicht von einer Zustimmung des Episkopats abhängig sei.
Wilmers lebte nach dem Konzil von 1871 bis 1875 als Schriftsteller an verschiedenen Orten in Deutschland und Dänemark. 1876 folgte er einem Ruf des Kardinals Louis-Édouard Pie als ordentlicher Professor der Dogmatik an die Theologische Fakultät der Universität Poitiers. 1881 ging er als Professor der Dogmatik in das Jesuitenkolleg in Saint Helier auf der Insel Jersey. Anschließend lebte er bis 1892 als Schriftsteller in Ditton-Hall in England. Im August 1892 siedelte er in die Jesuitenniederlassung auf Schloss Exaten in den Niederlanden über.
Wilmers starb 1899 im Krankenhaus von Roermond.

## Werke (Auswahl)

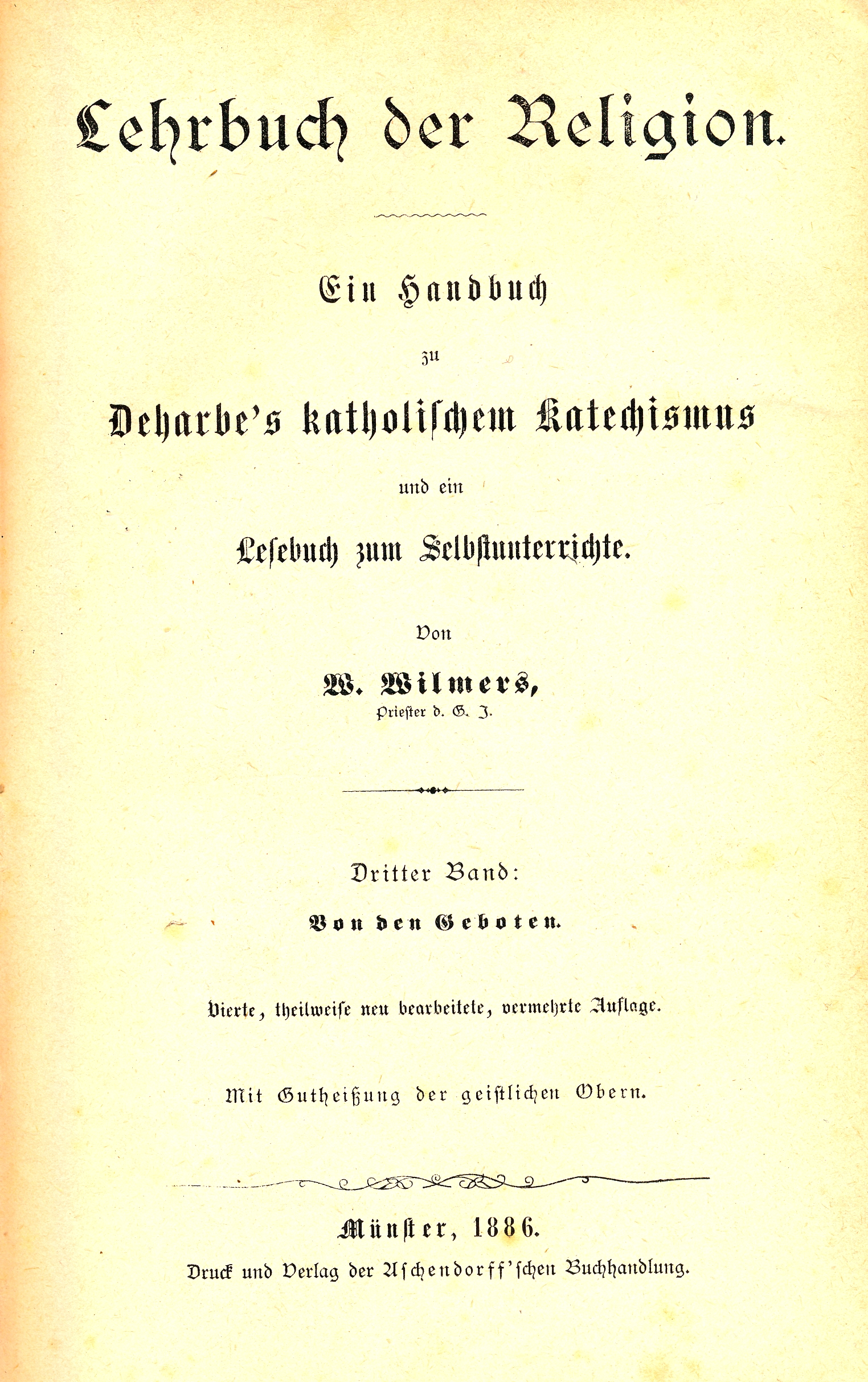
Lehrbuch der Religion, Münster 1886

- Lehrbuch der Religion, 4 Bände, Aschendorff, Münster 1855–1857.
- Geschichte der Religion als Nachweis der göttlichen Offenbarung und ihrer Erhaltung durch die Kirche, Münster, 2 Bände, 1856.
- Philosophie als Theil der allgemeinen Geistesbildung, 1858.
- Det protestantiske og katolske Troesprincip, 1875.